# Gonomyia (Leiponeura) troilus
Gonomyia (Leiponeura) troilus is een tweevleugelige uit de familie steltmuggen (Limoniidae). De soort komt voor in het Neotropisch gebied.